# Ресен (Великотырновская область)
Ресен (болг. Ресен) — село в Болгарии. Находится в Великотырновской области, входит в общину Велико-Тырново. Население составляет 1943 человека (2022).

## Политическая ситуация
В местном кметстве Ресен, в состав которого входит Ресен, должность кмета (старосты) исполняет Йорданка Добрева Колева (Национальное движение «Симеон Второй» (НДСВ)) по результатам выборов правления кметства.
Кмет (мэр) общины Велико-Тырново — Румен Рашев (независимый) по результатам выборов в правление общины.